# John Norton (Offizier)

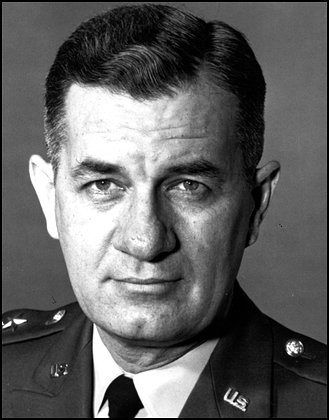
John Norton

John Norton (* 14. April 1918 in Fort Monroe, Virginia; † 6. Dezember 2004 in Basye, Shenandoah County, Virginia) war ein Generalleutnant der United States Army. Er war unter anderem Kommandeur der 1. Kavalleriedivision.
John Norton war ein Sohn von Augustus Norton (1888–1974) und dessen Frau Ann Pemberton Reed (1891–1982). Der Vater war Oberst in der Küstenartillerie. Mitte der 1930er Jahre trat John Norton als einfacher Soldat der Armee bei. In den Jahren 1937 bis 1941 durchlief er die United States Military Academy in West Point. Nach seiner Graduation wurde er als Leutnant der Infanterie zugeteilt. In der Armee durchlief er anschließend alle Offiziersränge vom Leutnant bis zum Drei-Sterne-General.
Im Lauf seiner militärischen Karriere absolvierte Norton verschiedene Kurse und Schulungen. Dazu gehörten unter anderem die Infantry School, die Schule beim United States Army Aviation Center, das Armed Forces Staff College und das National War College. Außerdem absolvierte er eine Ausbildung zum Fallschirmspringer und später zum Hubschrauberpiloten.
Während des Zweiten Weltkriegs war er auf dem atlantischen Kriegsschauplatz eingesetzt. Er war Stabsoffizier in einer Fallschirmspringereinheit der 82. Luftlandedivision. Dabei war er in Nordafrika, Sizilien und Italien eingesetzt, wobei er auch selbst einige Fallschirmabsprünge unternahm. Später nahm er auch an der Landung der Alliierten in der Normandie teil. In der Folge war er Bataillonskommandeur und danach Leiter der Stabsabteilung G3 der 82. Luftlandedivision. Er war in den Niederlanden an der Operation Market Garden beteiligt.
Nach dem Ende des Krieges blieb er zunächst als Leiter der Stabsabteilung G3 bei dieser Division. Anschließend kommandierte er zwei Infanterieregimenter. Danach war er Stabsoffizier in Washington, D.C. Dort war er an den Planungen im militärischen Flugbereich beteiligt. Dabei ging es um die Zuteilung der Kompetenzen und die Zuordnung von Einheiten in diesem Bereich zwischen der U.S-Army und der neugegründeten United States Air Force. Zwischen 1950 und 1953 war John Norton Stabsoffizier im Heeresministerium. Nach zwischenzeitlich anderen Verwendungen, wozu auch eine Versetzung nach Südkorea gehörte, wo er in den Jahren 1959 und 1960 eine Kampfbrigade (2nd battle Group) der 1. Kavalleriedivision kommandierte, wurde Norton zum Stab der Leitung der Heeresfliegerei (United States Army Aviation Branch) versetzt. Dort setzte er sich für einen Ausbau der Luftstreitkräfte des Heeres und vor allem die effektive Nutzung von Hubschraubern im Kampfeinsatz ein.
In den Jahren 1963 bis 1965 war er Stabsoffizier bei der Infantry School. Danach wurde er im Vietnamkrieg eingesetzt. Er war zunächst stellvertretender Kommandeur der amerikanischen Bodentruppen. Zwischen Mai 1966 und März 1967 kommandierte John Norton die ebenfalls im Vietnamkrieg eingesetzte 1. Kavalleriedivision (Panzer). Von 1967 bis 1969 kommandierte er das Aviation Systems Command. Danach war er bis 1970 stellvertretender Kommandeur des Modern Army Selected Systems Test & Evaluation Commands im damaligen Fort Hood, dem heutigen Fort Cavazos. Anschließend befehligte er in den Jahren 1970 bis 1973 das Combat Development Command. Danach wurde er Stabsoffizier und stellvertretender Kommandeur beim NATO-Hauptquartier für Südeuropa in Neapel. Im Jahr 1975 schied er aus dem aktiven Militärdienst aus.
Für seine Verdienste um die Heeresfliegerei wurde Norton in die Army Aviation Hall of Fame aufgenommen. Er verbrachte seinen Lebensabend an verschiedenen Orten im Großraum um Washington, D.C. wo er sich bei einigen Organisationen engagierte. Er gehörte auch dem Kuratorium des ROTC-Programms der James Madison University und der Massanutten Military Academy an. Er starb am 6. Dezember 2004 und wurde auf dem Friedhof der Militärakademie in West Point beigesetzt.

## Orden und Auszeichnungen
John Norton erhielt im Lauf seiner militärischen Laufbahn unter anderem folgende Auszeichnungen:
- Army Distinguished Service Medal
- Silver Star
- Legion of Merit
- Bronze Star Medal
- Air Medal
- Army Commendation Medal
- World War II Victory Medal
- American Defense Service Medal
- American Campaign Medal
- European-African-Middle Eastern Campaign Medal
- Army of Occupation of Germany Medal
- National Defense Service Medal
- Armed Forces Expeditionary Medal
- Distinguished Service Order (Südvietnam)
- Kronenorden (Belgien)
- Order of Military Merit (Südkorea)
- National Order of Vietnam (Südvietnam)
- Gallantry Cross (Südvietnam)
- Kriegskreuz (Frankreich)
- Kriegskreuz (Belgien)
- Armed Forces Honor Medal (Südvietnam)
- Vietnam Campaign Medal (Südvietnam)